# Abraham M. Schermerhorn
Abraham Maus Schermerhorn (11 décembre 1791, Schenectady - 22 août 1855, Savin Rock (en)), est un homme politique américain.

## Biographie
Diplômé de l'Union College en 1810, il est admis au barreau en 1812.
En 1837, il devient maire de Rochester, puis secrétaire du Sénat de l'État de New York.
Il devient membre de la New York State Assembly en 1848, puis de la Chambre des représentants des États-Unis en 1849.

## Sources
- (en) Cet article est partiellement ou en totalité issu de l’article de Wikipédia en anglais intitulé « Abraham M. Schermerhorn » (voir la liste des auteurs).